# Lentionina
Lentionina – organiczny związek chemiczny z grupy nasyconych związków heterocyklicznych oraz wielosiarczków. Zbudowana jest z siedmioatomowego pierścienia, w skład którego wchodzą dwa atomy węgla oraz pięć atomów siarki.
Lentionina została wykryta w roślinie o nazwie parkia wspaniała, a także w twardniku japońskim i częściowo odpowiada za smak tego grzyba. Stwierdzono, że hamuje agregację płytek krwi, dlatego jest obiecującym lekiem przeciw zakrzepicy.